# Comuna Breznik, Pernik
Obștina Breznik (comuna Breznik) este o unitate administrativă în regiunea Pernik din Bulgaria. Cuprinde un număr de 35 localități.  Reședința sa este orașul Breznik. Localități componente:

## Demografie
Componența etnică a comunei Breznik
     Romi (2,72%)
     Bulgari (92,29%)
     Nicio identificare (4,72%)
     Altele (0,43%)
La recensământul din 2011, populația comunei Breznik era de 6.945 locuitori. Din punct de vedere etnic, majoritatea locuitorilor (92,29%) erau bulgari, cu o minoritate de romi (2,72%). Pentru 4,72% din locuitori nu este cunoscută apartenența etnică.